# Hälla (naturreservat, Söderköpings kommun)
Hälla är ett naturreservat i  Söderköpings kommun i Östergötlands län.
Området är naturskyddat sedan 2011 och är 97 hektar stort. Reservatet utgörs av två delar och består av barrblandskog, hällmarkstallskog och mindre kärr.